# Гапићи
Гапићи су насељено место у Босни и Херцеговини, у општини Коњиц, у Херцеговачко-неретванском кантону које административно припада Федерацији Босне и Херцеговине. Према попису становништва из 1991. у насељу је живјело 34 становника.

## Историја
Гапићи су 1991. припадали општини Калиновик, али су после рата додати општии Коњиц.

## Становништво
По последњем службеном попису становништва из 1991. године, у насељу Гапићи живела су 34 становника. Сви становници су били Муслимани. Муслимани се данас углавном изјашњавају као Бошњаци.

### Кретање броја становника по пописима
| година пописа  | 1948. | 1953. | 1961. | 1971. | 1981. | 1991. | 2013. |
| бр. становника | —     | —     | —     | 68    | 59    | 34    | 1     |